# Metastelma hirtellum
Metastelma hirtellum är en oleanderväxtart som först beskrevs av Daniel Oliver, och fick sitt nu gällande namn av S. Liede. Metastelma hirtellum ingår i släktet Metastelma och familjen oleanderväxter. Inga underarter finns listade i Catalogue of Life.